# Bernd Päffgen
Bernd Päffgen (* 8. Juni 1961 in Bergheim, Rhein-Erft-Kreis) ist ein deutscher Mittelalterarchäologe.

## Werdegang
Bernd Päffgen wuchs in Sindorf auf und besuchte das damalige Tagesheim-Gymnasium in Kerpen, wo er von promovierten Wissenschaftlern wie dem Religionsphilosophen Msgr. Franz Heckenbach und den Kunsthistorikern Gert Ressel, Uwe Rüth und Dieter C. Schütz unterrichtet wurde. Sein Großvater, der Kerpener Stadtarchivar Hans Höhner, vermittelte ihm erste Einblicke in historisches Arbeiten. Als Schüler arbeitete er an den von Hans-Wilhelm Heine geleiteten stadtarchäologischen Grabungen in Hameln mit und erhielt Grundzüge zur Mittelalterarchäologie vermittelt. Nach dem Abitur 1980 wurde er auf Schulvorschlag in die Studienstiftung des deutschen Volkes aufgenommen. Er absolvierte an der Universität zu Köln und der Universität Bonn ein breit angelegtes Geschichtsstudium (mit dem Schwerpunkt in Alter und Mittelalterlicher Geschichte) und erwarb die Lehrbefähigung für die Sekundarstufe II. Parallel studierte er Vor- und Frühgeschichte, Kunstgeschichte, Provinzialrömische Archäologie, Christliche Archäologie, Historische Hilfswissenschaften, Numismatik, Byzantinistik und Wirtschafts- und Sozialgeschichte.
1985 bis 1987 nahm er ein wiederum von der Studienstiftung gefördertes Promotionsstudium auf und wurde 1988 mit einer Arbeit über „Die Ausgrabungen in St. Severin zu Köln“ promoviert. Päffgen konnte dabei die seit 1925 von Fritz Fremersdorf geleiteten Ausgrabungen in und um die Kölner Severinskirche bearbeiten, aber auch eigene ergänzende Untersuchungen durchführen. Die umfangreiche Arbeit wurde durch Volker Bierbrauer, Hugo Borger und Josef Engemann begutachtet. 1990 erhielt er ein neunmonatiges Reisestipendium der Römisch-Germanischen Kommission des Deutschen Archäologischen Instituts.
1988 trat er in den Dienst des Rheinischen Amtes für Bodendenkmalpflege in Bonn ein, zunächst als Zivildienstleistender in der Außenstelle Niederzier. Von 1989 bis 2005 war er als wissenschaftlicher Referent für Archäologie des Mittelalters und der Neuzeit in der rheinischen Denkmalpflege tätig. Er war vor allem mit Grabungsprojekten im Rheinischen Braunkohlerevier in ländlichen Siedlungen, Kirchen und Adelssitzen befasst, führte aber auch andernorts Ausgrabungen durch (unter anderem im Aachener Dom). Weiterhin beschäftigte er sich mit dem Erhalt von Bodendenkmälern, besonders in städtischem Milieu. Nach Lehraufträgen an der Universität München (1992 bis 1996) und der Universität Bonn (1992 bis 2002) habilitierte er sich in Bonn im Frühjahr 2002. Sein Interesse an schiffs- und unterwasserarchäologischen Themen weckte die Mitarbeit an der von Gisela Hellenkemper Salies konzipierten Ausstellung „Das Wrack – Der antike Schiffsfund von Mahdia“ (1994/1995) am Rheinischen Landesmuseum in Bonn.
Seit dem 1. August 2005 ist Päffgen Professor für Vor- und Frühgeschichte an der Universität München. Dort ist er Mitglied im Institut für Vor- und Frühgeschichtliche Archäologie und Provinzialrömische Archäologie sowie Mitglied des Instituts für Bayerische Geschichte. Er arbeitet eng mit anderen Hochschullehrern aus den Bereichen der Anthropologie, Biologie, Geographie, Sprachwissenschaft, Mittelaltergeschichte, Landesgeschichte und Altskandinavistik zusammen, was häufiger zu fachübergreifenden Lehrveranstaltungen führt. Zudem ist er Direktor des Departments für Kulturwissenschaften und Altertumskunde.
Seit 2007 ist er zudem Erster Vorsitzender der Gesellschaft für Archäologie in Bayern. Seitens des Bayerischen Staatsministeriums für Wissenschaft und Kunst war er von 2009 bis 2023 als Sachverständiges Mitglied in den Landesdenkmalrat bestellt. An der Bayerischen Akademie der Wissenschaften arbeitet Päffgen in den Projekten Vergleichende Archäologie der römischen Alpen- und Donauländer (seit 2015 als stellvertretender Vorsitzender als Nachfolger von Günter Ulbert) sowie der Edition der Deutschen Inschriften des Mittelalters und der frühen Neuzeit (zunächst im Beirat, seit 2020 als Nachfolger von Walter Koch im Ausschuss). 2022 wurde er in die Akademie-Kommission für bayerische Landesgeschichte zugewählt. Zusammen mit Michael Brenner ist er Sprecher der Arbeitsgruppe „Judentum in Bayern in Geschichte und Gegenwart“. Seit 2023 ist er im Beirat des interakademischen Projekts „Steinerne Zeugen digital – Deutsch-jüdische Sepulkralkultur zwischen Mittelalter und Moderne“, das von den Akademien in Düsseldorf und München getragen wird.

## Forschungen
Päffgens wissenschaftliche Schwerpunkte liegen im Bereich der Archäologie der Spätantike und der Merowingerzeit sowie der Kontinuitätsfrage, der Archäologie des Mittelalters und der Neuzeit, der Siedlungs- und Kulturlandschaftsarchäologie. Er besitzt Expertise im Bereich der Numismatik und Epigraphik (Klein- und Grabinschriften). Neben Forschungsprojekten in Bayern, Niedersachsen, Rumänien und Spanien verfolgt Päffgen auch nach seinem Wechsel nach München weiterhin Projekte in Köln und im Rheinland, so die Bearbeitung des Nachlasses des Kölner Archäologen Peter Anton Tholen.
Päffgen arbeitete am Niederrheinischen Klosterbuch mit und führte Untersuchungen zu Klöstern in Bayern (Irsee) und Niedersachsen (Königslutter, Schinna) durch. Seit 2007 war Päffgen mit Rudolf Schieffer, Caspar Ehlers und Helmut Flachenecker an der Konzeption und Herausgabe des Repertoriums der deutschen Königspfalzen für Bayern beteiligt, die über die Kommission für Bayerische Landesgeschichte bei der Bayerischen Akademie der Wissenschaften organisiert wird. Zusammen mit C. Sebastian Sommer sorgte er für die Herausgabe des Abschlussbands zu den Ausgrabungen im Regensburger Niedermünster mit der Auswertung zu den nachrömischen Befunde. Päffgen ist Mitherausgeber der Festschriften für seine Lehrer Volker Bierbrauer und Hansgerd Hellenkemper.
Bereits in den 1980er Jahren bearbeitete Päffgen zusammen mit Angelo Geißen und Gunter Quarg die Münzen aus dem spätantiken Schatzfund aus dem Königsforst und legte berichtsweise die Fundmünzen aus dem Stadtgebiet von Köln vor. 2008 erschien der von ihm mitverfasste Band der Fundmünzen der römischen Zeit in Deutschland (FMRD) zu den Landkreisen Düren, Erkelenz und Jülich.
Das Forschungsprojekt „Erding im Ersten Jahrtausend“ wird von der Stadt Erding, dem Bayerischen Landesamt für Denkmalpflege und der Archäologischen Staatssammlung unterstützt. Im Projekt gelang unter anderem der Nachweis des Pest-Genoms im Reihengräberfeld von Altenerding. Päffgen ist an verschiedenen naturwissenschaftlich ausgerichteten Projekten zu Pest, Schädeldeformationen, historischen Pathologien, Ernährungsgeschichte und dark earth beteiligt.
Untersuchungen am 1999 vom Landschaftsverband Rheinland erworbenen Gebäudeensemble der Synagoge Rödingen führten Päffgen zur jüdischen Archäologie. Derzeit leitet Päffgen in Kooperation mit Silvia Codreanu-Windauer vom Bayerischen Landesamt für Denkmalpflege die DFG-geförderte Auswertung der Ausgrabungen im Bereich des 1519 zerstörten jüdischen Stadtquartiers in Regensburg.
Päffgen war an zahlreichen Ausstellungen beteiligt, versuchte Forschungsergebnisse in die Öffentlichkeit zu vermitteln und verfasste Beiträge für die Begleitpublikationen: Rimskoe iskusstvo i kul’tura. Vystavka Rimsko-germanskogo Muzeja goroda Kjöl’na (Moskau und Leningrad 1984), Ein Land macht Geschichte, Archäologie in Nordrhein-Westfalen (Köln und Münster 1995), Die Franken (Mannheim und Paris 1996), Das Haus lacht vor Silber. Die Prunkplatte von Bizerta und das römische Tafelgeschirr (Bonn 1997), Vom Ecu zum Euro (Jülich 1997), Millionen Jahre Geschichte. Fundort Nordrhein-Westfalen (Köln und Münster 2000), Der Riss im Himmel – Kurfürst Clemens August und seine Epoche (Bonn 2000), Wikinger am Rhein: 800–1000 (Bonn 2004), Von Anfang an. Archäologie in Nordrhein-Westfalen (Mainz 2005), Magdeburg 1200. Die Geschichte der Stadt von 805 bis 2005 (Magdeburg 2005), Spurensuche im Barock. Beiträge zur Archäologie und Geschichte des 17. Jahrhunderts am Niederrhein (Neuss 2005), Heiliges Römisches Reich Deutscher Nation Magdeburg (2006), Von den Göttern zu Gott. Frühes Christentum im Rheinland (Bonn 2006), Aufbruch in die Gotik – Der Magdeburger Dom und die späte Stauferzeit (Magdeburg 2009), Kunst der Völkerwanderungszeit – Johannes Freiherr von Diergardt zum 150. Geburtstag (Köln 2009) Fundgeschichten. Archäologie in Nordrhein-Westfalen (Köln und Münster 2010), Für Königtum und Himmelreich: 1000 Jahre Bischof Meinwerk von Paderborn (Paderborn 2010), „Expedition ins Erdreich“ im Augsburger Puppentheatermuseum 2010, Tatort Geschichte. 120 Jahre Spurensuche im Braunschweigischen Landesmuseum (Braunschweig 2011),  Otto der Große und das Römische Reich. Kaisertum von der Antike zum Mittelalter (Magdeburg 2012), Roms vergessener Feldzug. Die Schlacht am Harzhorn (Braunschweig 2013), Sonderausstellung 50 Jahre Entdeckung und Erforschung des Reihengräberfelds von Altenerding 2015, Heillose Möncherey (Nienburg 2017), Bewegte Zeiten – Archäologie in Deutschland (Berlin 2018/2019), Regensburg – Mittelalterliche Metropole der Juden (Regensburg 2019) und „Bodenschätze“ Fürstenfeldbruck 2019/2020.

## Preise und Ehrungen
- 1994: Albert-Steeger-Preis
- 2016: ordentliches Mitglied der Bayerischen Akademie der Wissenschaften

## Veröffentlichungen
- mit Hans Elmar Onnau und Gert Ressel: Die Zisterzienser in Bottenbroich und Blatzheim. Ergänzender Katalog zur Ausstellung des Rheinischen Museumsamts. Kerpen 1981.
- mit Gert Ressel: Kerpen an der Erft (= Rheinische Kunststätten. Heft 281). Neusser Druckerei und Verlag, Neuss 1983, ISBN 3-88094-449-0.
- Die Ausgrabungen in St. Severin zu Köln (= Kölner Forschungen. Band 5). 3 Teilbände, Philipp von Zabern, Mainz 1992, ISBN 3-8053-1251-2 (= Dissertation).
- mit Nora Andrikopulou und Brigitte Beyer: Bodendenkmäler in der Stadt. Beispiele für Erhaltung und Präsentation aus dem Rheinland (= Materialien zur Bodendenkmalpflege im Rheinland. Heft 7). Habelt, Bonn 1997, ISBN 3-7927-1239-3.
- mit Reinhard Friedrich: Mittelalterliche Burganlagen in Kölner Bucht und Nordeifel bis zum Ende des 13. Jahrhunderts (= Geschichtlicher Atlas der Rheinlande. Beiheft IV/11). Habelt, Bonn 2007, ISBN 978-3-7749-3434-4.
- Die Ausgrabungen unter St. Severin Köln (= Kleine Kunstführer. Nummer 2622). Schnell und Steiner, Regensburg 2007, ISBN 978-3-7954-6602-2.
- mit Holger Komnick und Johannes Heinrichs: Die Fundmünzen im Regierungsbezirk Aachen (= Die Fundmünzen der römischen Zeit in Deutschland. Abteilung 6, Band 2,1). Mann, Berlin 2008, ISBN 978-3-8053-3935-3.
- Die Speyerer Bischofsgräber und ihre vergleichende Einordnung. Eine archäologische Studie zu Bischofsgräbern in Deutschland von den frühchristlichen Anfängen bis zum Ende des Ancien Régime (= Studia archaeologiae medii aevi. Band 1). Likias, Friedberg 2010, ISBN 978-3-9812181-1-4 (= Habilitationsschrift).
- mit Lutz Jansen und Thomas Otten: Dorfarchäologie des Mittelalters und der Neuzeit in Elfgen und Belmen. Die Ausgrabungen in der Pfarrkirche Sankt Georg und den Kölner Lehenshöfen (= Rheinische Ausgrabungen. Band 68). Philipp von Zabern, Darmstadt 2014, ISBN 978-3-8053-4871-3.
- mit Gisela Mahnkopf: Burg und Theklaberg in Welden. Archäologie und Geschichte im Laugnatal (= Archäologie in Bayerisch-Schwaben. Band 4). Likias, Friedberg 2019, ISBN 978-3-9820130-5-3.
- mit Andrea Grigat: Die Ausgrabungen auf dem Kirchhof von St. Pankratius in Altdorf, Kreis Düren, und die neuzeitlichen Bestattungen (= Universitätsforschungen zur prähistorischen Archäologie. Band 403). Rudolf Habelt, Bonn 2024, ISBN 978-3-7749-4460-2.